# Weimar. Lexikon zur Stadtgeschichte
Weimar. Lexikon zur Stadtgeschichte ist ein Lexikon zur Geschichte der Stadt Weimar von 1993 bzw. 1998.

## Inhalt
Zu Personen, Orten und Sachthemen aus der Geschichte Weimars gibt es über 1650 Artikel von 52 Autoren einschließlich der Herausgeber auf über 500 Seiten mit zahlreichen Illustrationen. Herausgeberin war die langjährige Weimarer Stadtarchivarin Gitta Günther zusammen mit dem Musikwissenschaftler Wolfram Huschke und dem Geologen Walter Steiner. Es reicht schwerpunktmäßig von Weimars Vorgeschichte bis etwa in die Zeit des Endes des Zweiten Weltkrieges, reicht aber in einzelnen Aspekten auch weit darüber hinaus bis in die Nähe der Gegenwart.
Im Jahre 1998 erschien eine verbesserte Auflage dieses Lexikons. Sie erschien wie die Erstauflage im Böhlau Verlag Weimar. Redaktionsschluss war der 28. Februar 1997, doch fand offenbar keine wirkliche Aktualisierung statt. Der Umfang ist mit 548 Seiten der gleiche geblieben.
Laut Vorwort zur 2. Auflage wird hier die Stadtgeschichte Weimars nicht chronologisch dargestellt, sondern alphabetisch im Sinne eines enzyklopädischen Nachschlagewerkes mit einer reichhaltigen Bebilderung vorgestellt. Unter die Artikel von Sachthemen fallen außer solchen zur Kulturgeschichte und Musikgeschichte Weimars und seinen Institutionen solche zu klimatologischen, geologischen bzw. geographischen und botanischen Besonderheiten. Bei den auf Personen bezogenen Artikeln bilden die Dichter der Weimarer Klassik Goethe, Wieland, Schiller und Herder einen Schwerpunkt. Weitere Schwerpunkte bilden Themen des sog. Silbernen Zeitalters Weimars wie u. a. Franz Liszt und Richard Wagner, die Bauhaus-Meister und die Meister der Weimarer Malerschule. Auch Johann Sebastian Bach bzw. Lucas Cranach der Ältere oder Friedrich Nietzsche sind vertreten. Unter die Sachthemen fallen solche zu historischen Ereignissen zur Geschichte Weimars. Zu den historischen Epochen der Zeitgeschichte gehören die Weimarer Republik und der Nationalsozialismus, der mit dem Konzentrationslager Buchenwald ein düsteres Colorit nicht nur auf die Stadt Weimar geworfen hat.
Die im Lexikon genannten Personen sind über ein Register auffindbar. Nicht über alle genannten Personen gibt es jedoch darin auch einen Artikel. Die Personenartikel sind im Register mit fett gedruckten Seitenzahlen kenntlich gemacht, was die Benutzung wesentlich erleichtert.
Die die Artikel mit einem Kürzel gekennzeichneten Autoren sind in einem eigenen Verzeichnis namentlich genannt.
Die Einbandgestaltung besorgte Willy Löffelhardt unter Verwendung eines Bildes von Bernd Ducke.